# ヨリメグモ科
ヨリメグモ科 Anapidae は、小柄なクモの小さな群である。特殊な形の円網を張るものが多い。

## 特徴
大きいものでも体長3mm、小さい方は1mmに達しないものがある。形態的にはコガネグモ科やヒメグモ科にありそうな格好のクモである。
体は丸っこく、頭胸部は縦長だが高く盛り上がるものが多く、腹部は球形か卵形。眼は基本は2列8眼だが、前中眼は退化傾向が強く、6眼のものもある。さらに全眼消失したもの（メナシヒメグモ）も知られる。
ヨリメグモの名は寄り眼蜘蛛の意で、該当の属で後中眼が互いに接するほどに寄っていることによる。糸疣は3対、篩板はなく、間疣がある。

## 習性
目立たないところに生息する種が多い。小さい種はごく狭い隙間に網を張る。網の形はいずれも独特で、円網を基本とはしているが、見かけではそれと分からないものが多い。
ヨリメグモは渓流沿いの水際にいて、水面すれすれに円網を張るが、縦糸はやや立体的で、横糸は所々で水面に接し、あるいはそれらを支える糸があって不規則網のような場合もある。ナンブコツブグモは草の間などに網を張るが、この網は形式的には円網であるものの、縦糸が立体的に様々な方向に張られるため、全体を見ると球状に糸を張り巡らせた塊にしか見えない。ヨロイヒメグモは落ち葉の間にやはり立体的な円網を作る。

## 分類
ヨリメグモ科は特殊ではあるが円網を張るもので、コガネグモ上科に含まれるものと考えられる。同様に円網に類する特殊な網を張るものにカラカラグモ科、ユアギグモ科などがあるが、これらを含む群についての分類はまだ分からないことが多い。分子系統の情報も不足であるが、それより小型であるために見逃されてきた部分、現在新たに発見されている部分が大きい。また、いずれも小型であるために、体の小型化に伴って形態が単純化したり、器官が退化消失したりといった傾向が判断を難しくしている。ユアギグモ科はこの科に含めることもあるし、コツブグモ類は独立のコツブグモ科とする考えもある。ヨロイヒメグモは名前の通り、最近までヒメグモ科に含ませてあった。
世界に50属240種、日本に4属7種が知られる。以下に日本産の属種を挙げる。それ以外のものについてはヨリメグモ科の属種・コツブグモ科の属種を参照されたい。
- Comaroma ヨロイヒメグモ属：ヨロイヒメグモ・オオダイヨロイヒメグモ・メナシヒメグモ
- Pseudanapis スナツブグモ属：タイヘイヨウスナツブグモ
- Conculus ヨリメグモ属：ヨリメグモ
- Mysmenella コツブグモ属：ヤマトコツブグモ・ナンブコツブグモ